# Colombiers (Orne)
Colombiers település Franciaországban, Orne megyében. Lakosainak száma 334 fő (2022. január 1.). Colombiers Lonrai, Cuissai, Damigny, Écouves, Saint-Nicolas-des-Bois és Valframbert községekkel határos.

## Népesség
A település népességének változása:
| Lakosok száma | 348  | 340  | 335  | 332  | 329  | 331  | 332  | 334  |
|               | 2013 | 2015 | 2017 | 2018 | 2019 | 2020 | 2021 | 2022 |